# Perłopiórka
Perłopiórka (Elachura formosa) – gatunek małego ptaka zamieszkującego nieregularnie Azję Południowo-Wschodnią. Należy do monotypowego rodzaju Elachura w monotypowej rodzinie perłopiórek (Elachuridae). Reprezentuje starą linię rozwojową, nie ma współcześnie blisko sobie spokrewnionych taksonów. Nie jest zagrożony wyginięciem.

## Taksonomia
Po raz pierwszy perłopiórkę opisał w 1845 angielski zoolog i farmaceuta Edward Blyth na łamach „The journal of the Asiatic Society of Bengal”, nadając nowemu gatunkowi nazwę Troglodytes punctatus. Holotyp pochodził z Dardżyling (Bengal Zachodni, Indie). Jednak nazwa nadana przez Blytha okazała się identyczna z nazwą użytą w 1823 przez Christiana Ludwiga Brehma w odniesieniu do strzyżyka. W 1874 na łamach „The Ibis” pomyłkę tę skorygował szkocki ornitolog i żołnierz Arthur Hay, 9. markiz Tweeddale, wówczas jeszcze znany jako wicehrabia Walden; nadał on perłopiórce nową nazwę – Troglodytes formosus.
Obecnie (2025) Międzynarodowy Komitet Ornitologiczny umieszcza perłopiórkę w monotypowym rodzaju Elachura w monotypowej rodzinie perłopiórek (Elachuridae). Wcześniej tradycyjnie przypisywana była ona do rodziny tymaliowatych (Timaliidae), najczęściej w rodzaju Spelaeornis. Rodzaj Elachura został opisany w 1889 przez Eugene’a Williama Oatesa, który jednak zachował stary epitet gatunkowy i opisał perłopiórkę jako E. punctata. Nową rodzinę Elachuridae opisali w 2014 Alström et al. na podstawie wyników badań genetycznych. Stanowi ona klad bazalny w kladzie Passerida. Nie ma współczesnych, blisko spokrewnionych z perłopiórką taksonów; reprezentuje ona reliktową linię rozwojową. Pokrewieństwo z innymi taksonami w obrębie Passerida jest niejasne. Pod względem morfologii i ekologii perłopiórka przypomina skąpoogonki (Pnoepygidae). W wielu aspektach podobna jest także do strzyżyków Troglodytes. Pieśń perłopiórki jest mało podobna do pieśni innych azjatyckich wróblowych. Prawdopodobnie podobieństwo do przedstawicieli Spelaeornis i Troglodytes wynika z paralelizmu ewolucyjnego.
W 1923 John David Digues La Touche opisał nowy gatunek Elachura laurentei, którego holotypem był jeden osobnik o nieznanej płci i wieku pochodzący z Junnanu. La Touche przypuszczał, że mogła być to melanistyczna lub młoda perłopiórka (wówczas wyglądu młodego osobnika jeszcze nie znano), lecz uznał ubarwienie spodu ciała i proporcje za znacząco odmienne. W Check-list of birds of the world (1964) uznano Elachura laurentei za synonim E. formosa. Osobniki z odkrytej w czasach współczesnych populacji z Laosu nie mają białych plamek na gardle i piersi, być może reprezentują osobny podgatunek perłopiórki.
Przed zmianami w systematyce w języku polskim gatunek był znany jako tajwaneczka lub tymalek nakrapiany; nazwa perłopiórka została wprowadzona w 2017.

## Morfologia

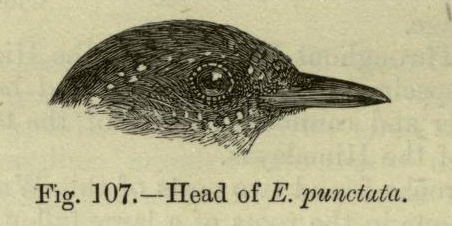
Detale upierzenia głowy na ilustracji z 1889

Długość ciała wynosi około 10 cm, w tym około 3 cm przypada na ogon. U dwóch zbadanych osobników, samca i samicy, długość skrzydła wynosi 46 mm, długość dzioba – 14 mm, długość skoku – 18 mm, a długość ogona – 30 mm u samca i 25 mm u samicy. W upierzeniu dymorfizm płciowy nie występuje. Ciemię, kark, pokrywy uszne i wierzch ciała pokrywają brązowoszare pióra, z których wiele ma przed końcem białawą lub jasnopłową plamkę i różnorodne czarniawe wzory. Pierś i gardło zdobią szaro-brązowe cętki, na niektórych piórach przed końcem występują białawe lub czarniawe wzory. Pozostała część spodu ciała ma barwę jasnordzawą, zaś na wielu piórach znajdują się ulokowane przed końcem czarniawe wzory i białe końcówki; szczególnie wyraźnie widać to na bokach ciała. Zewnętrzne chorągiewki lotek i sterówki są rdzawe z szerokimi, dość daleko od siebie rozłożonymi czarniawymi paskami. Tęczówka brązowa (ciemnobrązowa), podobnie jak dziób i nogi. Osobniki młodociane wyróżniają się znacznie ciemniejszym upierzeniem, mają również intensywniej białe kropki.

## Zasięg występowania
Zasięg występowania perłopiórki rozciąga się od wschodniego Nepalu na wschód po wzgórza północno-wschodnich Indii, północno-wschodni Bangladesz, północną i zachodnią Mjanmę, północną Tajlandię, północno-wschodnie Chiny (południowo-wschodni Tybet, zachodni, centralny i północno-wschodni Junnan na wschód po Hunan, północno-zachodni Fujian i północny Guangdong), północny i centralny Laos oraz północny Wietnam (północny Tonkin, północny Annam). Według szacunków BirdLife International obejmuje 2,84 mln km².

## Ekologia i zachowanie
Środowiskiem życia perłopiórek jest podszyt i gęste zarośla w podmokłych lasach szerokolistnych strefy umiarkowanej i subtropikalnej. Są to między innymi lasy rododendronów z gęsto porastającymi runo paprociami, omszałymi skałami i murszejącymi pniami drzew. Ogółem występują na terenach położonych powyżej 480 m n.p.m. W Nepalu perłopiórki odnotowywano na wysokości 800–2300 m n.p.m., w Chinach – 1100–2150 m n.p.m., w Indiach – do 2300 m n.p.m. (Sikkim). Żywią się owadami, jednak brakuje dokładniejszych informacji o składzie ich pożywienia.

### Lęgi
Okres lęgowy w Indiach trwa od kwietnia do maja. Brak potwierdzonych informacji o gnieździe. Jedno przypisywane perłopiórce (inne źródło sugeruje, że takich gniazd było więcej) miało kształt głębokiej, częściowo zadaszonej miseczki. Budulec stanowiły liście, uschnięte trawy, korzenie i inna materia roślina, a gęstą wyściółkę – pierze. Gniazdo mieściło się na ziemi, na skarpie, w połowie ukryte. Zniesienie liczy 3 lub 4 jaja. Mają białą skorupkę pokrytą rdzawobrązowymi plamami i wymiary około 16,5 na 12,5 mm.

## Status zagrożenia
IUCN uznaje perłopiórkę za gatunek najmniejszej troski od 2000 roku (stan w 2025). Wcześniej w 1988 i 1994 została sklasyfikowana jako gatunek bliski zagrożenia. BirdLife International uznaje trend liczebności populacji za prawdopodobnie spadkowy ze względu na utratę siedlisk leśnych. W Nepalu perłopiórki w 2016 były określane jako bardzo rzadkie (w 2001 – jako rzadkie), występujące bardzo lokalnie we wschodniej części kraju.